# One Mile High... Live
One Mile High... Live es una producción publicada en 2013 de la banda de rock alternativo Garbage, distribuida en formatos DVD y blu-ray, a través de Eagle Rock Entertainment. La grabación de dicho material se llevó a cabo en octubre de 2012, en el Ogden Theatre, ubicado en Denver, Colorado y fue inicialmente transmitido en vivo por AXS TV. La presentación se realizó en medio de su gira mundial, que buscaba promocionar su quinto álbum de estudio Not Your Kind of People, junto a todos sus miembros originales, además de la colaboración del bajista Eric Avery.
El disco las presentaciones en vivo de siete de sus sencillos más exitosos, así como también del quinto álbum en promoción, y dos videoclips, dirigidos por Matt Irwin y Julie Orser respectivamente. Este lanzamiento también posee una secuencia de créditos con la canción "Time Will Destroy Everything", lanzada posteriormente, y utilizada como introducción en sus shows durante el tour.

## Lista de canciones
1. "Automatic Systematic Habit"
2. "I Think I'm Paranoid"
3. "Shut Your Mouth"
4. "Why Do You Love Me"
5. "Queer"
6. "Stupid Girl"
7. "Hammering In My Head"
8. "Control"
9. "#1 Crush"
10. "Cherry Lips"
11. "Big Bright World"
12. "Blood for Poppies"
13. "Special"
14. "Milk"
15. "Battle In Me"
16. "Push It"
17. "Only Happy When It Rains"
18. "Supervixen"
19. "The Trick Is to Keep Breathing"
20. "Vow"

Contenido adicional:
1. "Time Will Destroy Everything" (Créditos finales)
2. Preparación antes del show
3. "Big Bright World" (Videoclip)
4. "Blood for Poppies" (Videoclip)

Featurettes:
1. "Automatic Systematic Habit"
2. "Battle In Me"
3. "Big Bright World"
4. "Blood For Poppies"
5. "Control"

## Historial de lanzamientos
| Fecha              | Zona           | Discográfica | Formato(s)                     |
| ------------------ | -------------- | ------------ | ------------------------------ |
| 27 de mayo de 2013 | Reino Unido    | Eagle Vision | DVD, Blu-ray, descarga digital |
| 28 de mayo de 2013 | Estados Unidos | Eagle Vision | DVD, Blu-ray, descarga digital |
| 31 de mayo de 2013 | Australia      | Eagle Vision | DVD, Blu-ray, descarga digital |

## Posicionamiento en listas
| Chart (2013)                                       | Posición más alta |
| -------------------------------------------------- | ----------------- |
| Switzerland Music DVD chart (Schweizer Hitparade)  | 9                 |
| UK Music Video chart (The Official Charts Company) | 11                |